# Ecoencefalografia
L'ecoencefalografia è un esame che impiega gli ultrasuoni per la diagnosi di patologie cerebali quali tumori e emorragia cerebrale.  È maggiormente utilizzato nel paziente pediatrico in quanto non ha ancora il cranio completamente formato e quindi, attraverso la fontanella bregmatica, è possibile studiare il cervello.